# Георгиев, Владимир (лингвист)
Владими́р Ива́нов Георги́ев (3 (16) февраля 1908, с. Габаре — 14 июня 1986, София) — болгарский лингвист, академик.
Известен своими трудами по сравнительно-историческому языкознанию индоевропейских языков, в том числе палеобалканских языков. Один из руководителей реформы правописания болгарского языка 1945 г.. Профессор Софийского университета им. св. Климента Охридского.
Автор нескольких неудачных попыток дешифровки письменностей (Линейное письмо Б, Фестский диск) и интерпретации языков (этрусский язык, надписи Линейным письмом А) древнего Средиземноморья, основанных на сравнительном методе. В рамках индоевропеистики отстаивал родство балто-славянских языков с германскими, а также исследовал фракийский язык, главный редактор «Краткой болгарской энциклопедии» (1962—1969), энциклопедии «А-Я» (1974), энциклопедии «България» (т.1., 1978).

## Основные сочинения
- Предгръцко езикознание (2 ч., 1941—1945);
- История Эгейского мира во II тысячелетии до н. э. в свете минойских надписей // Вестник древней истории. 1950. № 4. С. 48-68 — статья по материалам дешифровки, позднее признанной неудачной
- Тракийският език (1957);
- Въпроси на българската етимология. С., 1958. 160 с.;
- Изследвания по сравнительно-историческо езикознание (русское издание: Георгиев В. Исследования по сравнительно-историческому языкознанию. М., 1958);
- Българска етимология и ономастика. С., 1960. 180 с.;
- Вокалната система в развоя на славянските езици. С., 1964. 127 с.;
- Введение в историю индоевропейских языков (на итал. яз. 1966);
- Общеславянское значение проблемы аканья. С., 1968. 150 с. [Георгиев Вл., В. К. Журавлёв, Ф. П. Филин, Ст. Стойков];
- Основни проблеми на славянската диахронна морфология. С., 1969. 208 с.;
- Траките и техният език (1977)